# Andreas Zbinden
Andreas Zbinden (* 28. Februar 2000 in Bern) ist ein Schweizer Badmintonspieler. Er spielte für Union Fribourg-Tafers in der Nationalliga A, und transferierte auf die Saison 2024/2025 zum BC Olympica Brig.

## Karriere
Zbinden wurde 2019, noch für den BC Einigen-Spiez startend, Schweizer Juniorenmeister im Herrendoppel. Bei den 30. Berner Meisterschaften gewann er 2019 seinen ersten Titel im Kanton. Im Jahr 2022 schaffte er auch den Durchbruch in der Elite mit einem dritten Platz bei der Schweizer Meisterschaft im Herrendoppel. In der Nationalliga A wurde er mit seinem Team Union Fribourg-Tafers in der Saison 2021/2022 sowie auch 2022/2023 Vizeschweizermeister. In der Saison 2023/2024, der letzten von Union Tafers-Fribourg reichte es für den dritten Platz. 2023 wurde er erstmals Schweizermeister, dies im Herrendoppel an der Seite von Oliver Schaller. Im Jahr 2024 reichte es noch für den Vizeschweizermeister.
International startete er für die Elite unter anderem bei den Swiss Open 2017, den Malaysia International 2017, den SaarLorLux Open 2018, den Belgian International 2019, den Dutch International 2019 und beim Orléans Masters 2019, was ihm in der Weltrangliste Platz 380 sicherte.

## Erfolge
| Jahr | Rang          | Kategorie    |
| ---- | ------------- | ------------ |
| 2024 | 2. Rang       | Herrendoppel |
| 2023 | 1. Rang       | Herrendoppel |
| 2022 | 3. Rang       | Herrendoppel |
| 2021 | Achtelfinale  | Herrendoppel |
| 2020 | Viertelfinale | Herrendoppel |
| 2019 | Achtelfinale  | Herrendoppel |
| 2017 | Achtelfinale  | Herrendoppel |
| 2017 | Viertelfinale | Mixeddoppel  |

| Jahr | Rang    | Disziplin    | Kategorie |
| ---- | ------- | ------------ | --------- |
| 2018 | 1. Rang | Herrendoppel | U19       |
| 2018 | 3. Rang | Mixeddoppel  | U19       |
| 2017 | 3. Rang | Herrendoppel | U19       |
| 2015 | 2. Rang | Herrendoppel | U15       |
| 2015 | 2. Rang | Herreneinzel | U15       |
| 2013 | 3. Rang | Herreneinzel | U13       |
| 2012 | 2. Rang | Herreneinzel | U12       |

| Jahr | Rang    | Disziplin    |
| ---- | ------- | ------------ |
| 2022 | 1. Rang | Herrendoppel |
| 2022 | 1. Rang | Mixeddoppel  |
| 2021 | 1. Rang | Herrendoppel |
| 2019 | 1. Rang | Herreneinzel |
| 2019 | 3. Rang | Herrendoppel |
| 2018 | 2. Rang | Herrendoppel |